# Colin Ronan
Pour les articles homonymes, voir Ronan (homonymie).
Colin A. Ronan, né le 4 juin 1920 et mort le 1er juin 1995, est un spécialiste et auteur d'ouvrages sur l'histoire et la philosophie des sciences. Il a également fait des publications dans le domaine de l'archéoastronomie en Asie de l'est.

## Éléments biographiques
Pendant un temps président de la British Astronomical Association, il y a un joué un rôle administratif clé, participant par ailleurs à son journal officiel.

## Anecdotes
- Un astéroïde a été nommé en son honneur, (4024) Ronan (découvert le 24 novembre 1981 par Edward Bowell).